# Barry Michael Cooper
Barry Michael Cooper (New York, 12 giugno 1958 – Baltimora, 22 gennaio 2025) è stato un giornalista e sceneggiatore statunitense.

## Biografia
Esordì sul grande schermo scrivendo insieme a Thomas Lee Wright la sceneggiatura del film di gangster New Jack City di Mario Van Peebles. Proprio per questo film mescolò al cinema elementi del suo precedente lavoro: il giornalista. Basandosi su un articolo da lui stesso scritto per The Village Voice nel dicembre 1987, intitolato Kids Killing Kids: New Jack City Eats Its Young, la cui storia ruota attorno al 20º anniversario delle rivolte del 1967 di Detroit, e sulla loro scia, l'aumento delle bande per lo spaccio di cocaina negli anni '80 come Young Boys Inc. e i fratelli Chambers.
Nel 2005 debuttò come regista con il film drammatico Blood on the Wall$, del quale inoltre scrisse la sceneggiatura e contribuì alla realizzazione, fungendo da produttore esecutivo. Nel 2008 produsse l'episodio dedicato al criminale Larry Davis della serie televisiva American Gangster.

## Filmografia
- New Jack City (1991)
- Scacco al re nero (Sugar Hill) (1993)
- Above the Rim (1994)
- Blood on the Wall$ (2005)